# Daniel Grassl
Daniel Grassl (Merano, 4 de abril de 2002) es un deportista italiano que compite en patinaje artístico, en la modalidad individual. Ganó una medalla de plata en el Campeonato Europeo de Patinaje Artístico sobre Hielo de 2022.

## Palmarés internacional
| Campeonato Europeo | Campeonato Europeo | Campeonato Europeo | Campeonato Europeo |
| Año                | Lugar              | Medalla            | Categoría          |
| ------------------ | ------------------ | ------------------ | ------------------ |
| 2022               | Tallin (Estonia)   | Medalla de plata   | Individual         |